# Richter (banda)
Richter es una banda de rock electrónico de Buenos Aires, Argentina. Su sonido combina la instrumentación y actitud del rock con bases y secuencias electrónicas, y su letrística aborda temáticas sociales y psicológicas desde una poesía profundamente ácida.
Con más de 20 años de trayectoria, 7 álbumes de estudio y 21 videoclips y shows en Argentina, Uruguay, Chile y México, es considerada una de las principales bandas de electro-rock independiente de Argentina.
Se han presentado en muchos de los principales escenarios y festivales como Cosquín Rock, Pepsi Music, El Chopo Tanguis Cultural, Estadio Malvinas Argentinas, Teatro Vorterix, Groove, Niceto Club, Uniclub, Palermo Club, La Tangente, Fiesta Jurásica, Festival de la Confluencia y Roxy Live.
Richter fue incluida en los Libros “50 Años del Rock Nacional” y “Diccionario del Rock Argentino”.
Participó de compilados editados en Argentina, México, Reino Unido, Colombia, Chile, Ecuador, Perú, Venezuela, Uruguay y para el Festival Vive Latino y el LAMC, entre otros.
Han abierto en Argentina shows de Camouflage, CutCopy, Information Society, Creed y VNV Nation
Entre sus influencias se puede encontrar: Devo, Depeche Mode, Art vs Science, Virus, Soda Stereo, Blondie y NIN, entre otros.
Han sido grandes militantes de la independencia artística la cual hicieron propia en cada parte de su carrera. 
En el 2023 fueron nominados a los Premios Gardel por “Mejor Álbum de Música Electrónica".

## Miembros
- Gustavo Scheller (Voz, bajo y programaciones);
- John John (Guitarras y coros);
- Nan (Sintetizadores y FX);
- Daniel Balza (Batería);

## Discografía

### Álbumes de estudio
- Epicentro (2001)
- Planetas Planos (2004)
- Danzallamas (2005)
- Fin del Mundo (2008)
- Transformador (2012)
- Richteria (2016)
- Avenida Olimpo (2021)
- La Trampa del Individualismo (2025)

### Álbumes de Remixes
- Transforma2 - Transformador Remixes (2014)

- Contaminación Electromagnética (Remixes) (2021)
- Pasaje Hades (Remixes) (2023)

### , Singles, Compilados y Demos
- Richter (Demo) (1999)
- Richter (EP) (2000)
- Canciones Seleccionadas (Compilado MP3) (2006)
- Retro-80 (Cassette-Single) (2009)
- Tributos 2001-2009 (Compilado MP3) (2010)
- Richter (CD Compilado para Difusión) (2011)
- Autogestión (Compilado) (2019)

## DVD
- Cuentakilómetros (Girando Hasta el Fin del Mundo) (2011)

La gira "Hasta el Fin del Mundo" (2008-2011) se convirtió en la gira argentina más grande jamás realizada por una banda argentina de Electro-Rock, y una de las giras nacionales más importantes autoproducida por una banda independiente, llegando a más de 50 ciudades en Argentina. 

## Videoclips
- Ciudad Satélite (2001)
- Televidente (2004)
- Casa Fantasma (2005)
- Te Vas a Berlín (2006)
- Libre de Culpa y Cargo (2007)
- Corte de Luz (2008)
- Retro-80 (2009)
- Paparazzi / Violador (2011)
- Árbol de la Ciencia (2012)
- Turra (2012)
- Suiza (2014)
- Gengis Khan (2017)
- San Cono (2017)
- Paso a Nivel (2018)
- La Puerta de Piria (2018)
- Buenas Noches Humanos (2019)
- Contaminación Electromagnética (2021)
- Guadanha (2022)
- Un Cover (2022)
- Low Cost (2023)
- Once (2023)
- Debe ser Halloween (2024) dirigido por Demian Rugna
- Obsesivo Compulsivo (2025)